# Voïvodie de Legnica
La voïvodie de Legnica (en polonais : Województwo legnickie) était une unité de division administrative et un gouvernement local de Pologne entre 1975 et 1998.
En 1999, son territoire est intégré dans la Voïvodie de Basse-Silésie.
Sa capitale était Legnica.

## Villes
Population au 31 décembre 1998 :
- Legnica - 109 335
- Lubin - 82 874
- Głogów - 74 253
- Jawor - 25 709
- Polkowice - 22 797
- Złotoryja - 17 462
- Chojnów - 14 767
- Chocianów - 8 000
- Przemków - 6 500
- Ścinawa - 5 900
- Prochowice - 3 800

## Bureaux de district
Sur la base de la loi du 22 mars 1990, les autorités locales de l'administration publique générale, ont créé 3 régions administratives associant plusieurs municipalités.
- Głogów (Głogów, gmina Gaworzyce, gmina Głogów, gmina Grębocice, gmina Jerzmanowa, gmina Kotla, gmina Pęcław, gmina Przemków, gmina Radwanice et gmina Żukowice)
- Legnica (Chojnów, Jawor, Legnica, Złotoryja, gmina Chojnów, gmina Gromadka, gmina Krotoszyce, gmina Kunice, gmina Legnickie Pole, gmina Męcinka, gmina Miłkowice, gmina Mściwojów, gmina Paszowice, gmina Pielgrzymka, gmina Prochowice, gmina Ruja, gmina Udanin, gmina Warta Bolesławiecka, gmina Wądroże Wielkie, gmina Zagrodno et gmina Złotoryja)
- Lubin (Lubin, Polkowice, Chocianów, Ścinawa, gmina Chocianów, gmina Lubin, gmina Polkowice, gmina Rudna et gmina Ścinawa)

## Évolution démographique
- 1975 - 414 400
- 1980 - 458 900
- 1985 - 490 600
- 1990 - 515 900
- 1995 - 523 600
- 1998 - 525 600